# Kirichi
Kirichi (en russe : Кириши) est une ville de l'oblast de Léningrad, en Russie, et le centre administratif du raïon de Kirichi. 
Sa population s'élevait à 52 992 habitants en 2013.

## Géographie
Kirichi est située sur la rive droite de la rivière Volkhov, à 109 km au sud-est de Saint-Pétersbourg et à 530 km au nord-ouest de Moscou.

## Histoire
Le nom de la ville provient de la rivière Kiricha — auparavant Kirecha —, un affluent de la Volkhov.
La première mention de Kirichi date de l'année 1693. Devenue une commune urbaine en 1933, Kirichi est entièrement détruite pendant la Seconde Guerre mondiale. Elle est rebâtie en 1960. Le statut de ville lui est accordé en 1965.
Le 8 mars 2025, durant l'invasion de l'Ukraine par la Russie, la raffinerie de pétrole de Kirichi, a été touchée par la chute de débris de drones, endommageant un réservoir de stockage, selon le gouverneur (ru) Alexander Drozdenko (ru),.

## Population
Recensements (*) ou estimations de la population
| 1959* | 1970*  | 1979*  | 1989*  |
| ----- | ------ | ------ | ------ |
| 615   | 27 252 | 44 246 | 53 014 |

| 2002*  | 2010*  | 2012   | 2013   |
| ------ | ------ | ------ | ------ |
| 55 634 | 52 309 | 52 572 | 52 996 |

## Économie
Une raffinerie de pétrole a été construite à Kirichi de 1961 à 1966 : c'est la seule raffinerie de pétrole du nord-ouest de la Russie et l'une des plus importantes du pays (18,3 millions de tonnes de pétrole raffinées en 2005). Elle est exploitée par la société Kinef, filiale de Surgutneftegas.

## Sports
Kirichi a accueilli le tournoi de qualification olympique en Europe de water-polo féminin pour les Jeux olympiques de Pékin 2008. L'équipe féminine du Kinef Kirichi est championne de Russie sept fois d'affilée depuis 2003 et a participé deux fois à la finale à quatre de la coupe d'Europe des champions en 2009 et 2010.

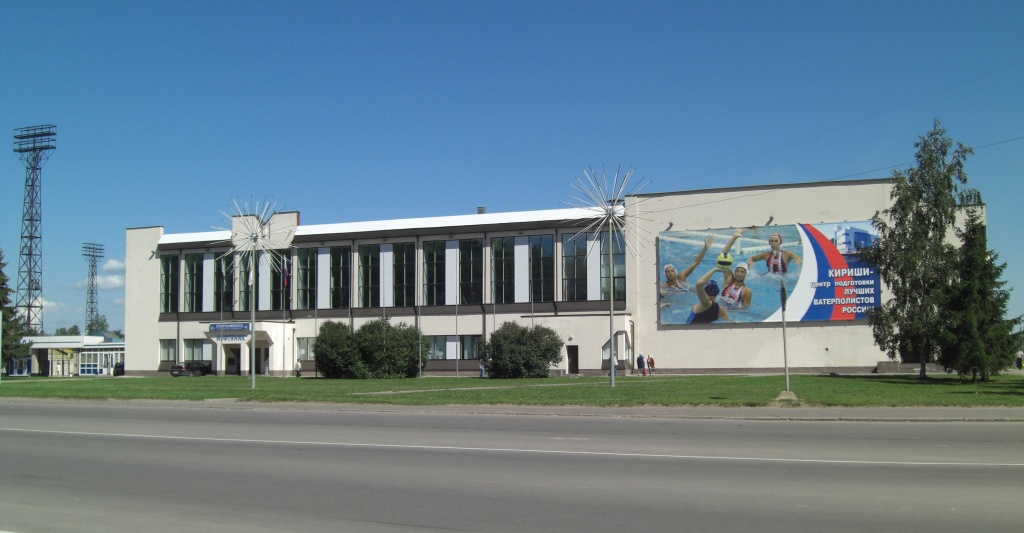
Le palais des sports.